# Präsidentschaftswahl in Mauretanien 2024
Die Präsidentschaftswahl in Mauretanien 2024 fand am 29. Juni statt.

## Ergebnis
| Kandidaten                                           | Kandidaten                | Parteien                                                               | Stimmen   | %    |
| ---------------------------------------------------- | ------------------------- | ---------------------------------------------------------------------- | --------- | ---- |
|                                                      | Mohamed Ould Ghazouani    | El Insaf                                                               | 554.956   | 56,1 |
|                                                      | Biram Dah Abeid           | Pôle de l’alternance démocratique                                      | 218.546   | 22,1 |
|                                                      | Hamadi Ould Sid’El Moctar | Rassemblement national pour la réforme et le développement             | 126.340   | 12,8 |
|                                                      | El Id Ould Mohameden      | Espoir Mauritanie                                                      | 35.288    | 3,6  |
|                                                      | Outouma Soumaré           | Alliance pour la justice et la démocratie/Mouvement pour la rénovation | 23.617    | 2,4  |
|                                                      | Mamadou Bocar Ba          | Parteilos                                                              | 20.360    | 2,1  |
|                                                      | Mohamed Lemine El-Wavi    | Parteilos                                                              | 9.722     | 1,0  |
| Gesamt                                               | Gesamt                    | Gesamt                                                                 | 988.829   | 100  |
|                                                      |                           |                                                                        |           |      |
| Leere Stimmzettel                                    | Leere Stimmzettel         | Leere Stimmzettel                                                      | 31.608    | 2,9  |
| Ungültige Stimmzettel                                | Ungültige Stimmzettel     | Ungültige Stimmzettel                                                  | 53.787    | 5,0  |
| Wähler                                               | Wähler                    | Wähler                                                                 | 1.074.224 | 55,4 |
| Wahlberechtigte                                      | Wahlberechtigte           | Wahlberechtigte                                                        | 1.939.342 |      |
|                                                      |                           |                                                                        |           |      |
| Quelle: Commission électorale nationale indépendante |                           |                                                                        |           |      |

- Gesamt (gültige Stimmen), Summe: 988.829 statt 988.822.
- Wähler, Summe (gültige + ungültige Stimmen): 1.074.224 statt 1.074.208.